# مكتب التحقيقات الوطني (فنلندا)
مكتب التحقيقات الوطني (بالفنلندية: Keskusrikospoliisi (KRP))، هي وكالة وطنية لإنفاذ القانون تابعة للشرطة الفنلندية وهي منظمة التحقيقات الجنائية والمخابرات الإجرامية الرئيسية في فنلندا. تتمثل المهام الرئيسية للمكتب في مكافحة الجرائم المنظمة والتحقيق فيها، وتقديم خدمات الخبراء، وتطوير أساليب التحقيق الجنائي. وهو مسؤول أيضًا عن الاستخبارات المالية (FININT)، مثل منع غسيل الأموال وتمويل الإرهاب. يقع مقرها في مدينة فانتا داخل منطقة هلسنكي الكبرى منذ عام 1994 مع مكاتب ميدانية في تامبيري، وتوركو، وماريهامن، ويوينسو، وأولو، وروفانييمي. وهي تابعة لمجلس الشرطة الوطنية الخاضعة لولاية وزارة الداخلية. كان كوستي فاسا أول رئيس لمركز التحقيقات الجنائية واستمر في عمله حتى تقاعده في عام 1965.

## روابط خارجية
- الموقع الرسمي لوزارة الداخلية نسخة محفوظة 29 مارس 2020 على موقع واي باك مشين.
- الموقع الرسمي لمكتب التحقيقات الوطني